# کاشیکلا
کاشیکلا، روستایی از توابع بخش بندپی شرقی شهرستان بابل در استان مازندران ایران است.
شغل محلی روستاییان این محل کشاورزی و باغداری است.

## جمعیت
این روستا در دهستان سجادرود قرار دارد و براساس سرشماری مرکز آمار ایران در سال ۱۳۸۵، جمعیت آن ۶۹۴ نفر (۱۷۳خانوار) بوده‌است.